# Jean-Charles Darmon
Pour les articles homonymes, voir Darmon.
Jean-Charles Darmon est un critique littéraire français né en 1961.

## Biographie
Entré en 1982 à l’École normale supérieure, agrégé de lettres modernes, il enseigne d’abord à Amherst College (États-Unis). Pensionnaire de la Fondation Thiers, il y achève sa thèse intitulée Philosophie épicurienne et littérature au XVIIe siècle en France : études sur Gassendi, Cyrano de Bergerac, La Fontaine, Saint-Évremond, consacrée aux courants de pensée hétérodoxes de la France classique. 
Maître de conférence à l’université de Paris IV pendant six ans, il y co-dirige l’équipe « Littérature et philosophie à l’âge classique» du CELFF 17-18 (UMR 85-99). De 1999 à 2018, il a été professeur de littérature française à  l’Université de Versailles-Saint-Quentin-en-Yvelines.
Depuis septembre 2018, il est Professeur de Littérature française à l’École normale supérieure de Paris.
Membre de l’Institut universitaire de France,  il a été de 2005 à 2009 directeur-adjoint pour les lettres de l’École normale supérieure
Spécialiste des relations entre littérature, philosophie et morale à l’âge classique, il est l’auteur de nombreux ouvrages sur le libertinage érudit et l’épicurisme, les formes de la fable ou de la satire, dans une perspective interdisciplinaire. 
Ses éditions de La Fontaine ou de Cyrano de Bergerac, « bretteur érudit et polygraphe », saisi par un « démon de la liberté », font aujourd’hui référence. 
Au sein du Centre de Recherche sur les Relations entre Littérature, Philosophie et Morale (CRRLPM) qu'il a créé à l'ENS en 2006, Centre qui fait désormais partie de l'unité de service et de recherche "République des savoirs" (CNRS-ENS-Collège de France), il s'emploie à développer une approche transdisciplinaire des questions éthiques, en synergie avec des équipes rattachées au département de philosophie de l’ENS et au Collège de France. Ses recherches personnelles se répartissent notamment entre deux types de questions :  
1)l’étude des relations entre littérature, philosophie et sciences à l’âge classique, le Libertinage érudit, le néoépicurisme et le scepticisme du XVIIe siècle constituant un corpus de référence privilégié;
2) l’étude des relations entre littérature, philosophie et morale, envisagées dans la longue durée jusqu’à  l’époque contemporaine

## Œuvre
- Philosophie épicurienne et littérature au XVIIe siècle en France. Études sur Gassendi, Cyrano, La Fontaine, Saint-Évremond, Paris, PUF, « Perspectives littéraires », 1998.
- Littérature  et philosophie au XVIIème siècle : nouvelles perspectives.  Sous la direction de J.-Ch. Darmon et E. Bury, Papers on French Seventeenth Century Literature, XXXV, 49 , 1998.
- Les secrets de la lecture: Umberto Eco, entre Roman et Théorie Sous la direction de J.-Ch. Darmon et A. Morello, Dix-neuf/vingt  (n°8), 1999.
- Cyrano de Bergerac, Lettres satiriques et amoureuses, précédées de Lettres diverses (édition), Paris, Desjonquères, « Dix-septième siècle », 1999.
- La Fontaine, Fables (édition), Paris, LGF, 2002.
- Philosophies de la Fable. La Fontaine et la crise du lyrisme, Paris, PUF, « Écritures », 2003.
- Le Songe libertin. Cyrano de Bergerac d’un monde à l’autre, Paris, Klincksieck, « Bibliothèque française et romane », 2004.
- Les Etats et Empires de la Lune et du Soleil de Cyrano de Bergerac, Littératures classiques, J.-Ch. Darmon dir., n°  53, octobre 2004.
- L’athée, la politique et la mort. Essai suivi d’une édition critique de La Mort d’Agrippine de Cyrano de Bergerac, Fougères, Encre Marine, « La Bibliothèque hédoniste », 2005.
- Libertinage et politique au temps de la monarchie absolue, Littératures classiques, n° 55, sous la direction de J.-Ch. Darmon et G. Molinié., été 2005.
- Histoire de la France littéraire, tome 2. Classicismes XVIIe – XVIIIe siècle (direction), Paris, PUF, « Quadrige », 2006.
- Le moraliste, la politique et l’histoire. De La Rochefoucauld à Derrida (direction), Desjonquères, « L’Esprit des lettres », 2007.
- Pensée morale et genres littéraires (direction, avec Philippe Desan), Paris, PUF, 2009.
- Philosophies du divertissement. Le jardin imparfait des Modernes, Paris, Desjonquères, « Le bon sens », 2009.
- L’amitié et les sciences. De Descartes à Lévi-Strauss, sous la direction de J.-Ch. Darmon et F. Waquet, Paris, Hermann, 2010
- Philosophies de la Fable. Poésie et pensée dans l’œuvre de La Fontaine, Paris, Éditions Hermann, coll. « Savoir Lettres », 2011.
- Littérature et thérapeutique des passions : la catharsis en question, Hermann, Actes De Colloque, sous la dir., 2011.
- Figures de l’imposture. Entre philosophie, sciences, et littérature Sous la direction de Jean-Charles Darmon, Paris, Desjonquères , 2014.
- Scepticisme et pensée morale de Michel de Montaigne à Stanley Cavell Sous la direction de Jean-Charles Darmon, Philippe Desan et Gianni Paganini, Paris, Hermann, 2017.